# فارس جمعه
فارس جمعه السعیدی (زادهٔ ۳۰ دسامبر ۱۹۸۸) یک بازیکن فوتبال اهل امارات متحده عربی است.

## گل ملی
|   | تاری           | میزبان | رقیب  | گل  | نهایی  | رقابت                 |
| - | -------------- | ------ | ----- | --- | ------ | --------------------- |
| ۱ | ۲۹ نوامبر ۲۰۱۰ | عدن    | بحرین | ۳-۱ | پیروزی | بیستمین جام خلیج فارس |